# Cepola schlegelii
Cepola schlegelii es una especie de peces de la familia Cepolidae en el orden de los Perciformes.

## Distribución geográfica
Se encuentra desde Honshu (Japón) hasta Taiwán. También en Indonesia.